# زين بن سميط
زين بن إبراهيم بن سميط عالم دين وفقيه شافعي ومدرس في رباط الجفري في المدينة المنورة، ومن علماء السادة آل باعلوي. أمضى الكثير من حياته في التدريس والدعوة إلى الله في مدينة البيضاء باليمن. له عدة مؤلفات أبرزها كتاب «المنهج السوي شرح أصول طريقة السادة آل باعلوي».

## نسبه
زين بن إبراهيم بن زين بن محمد بن زين بن عبد الرحمن بن أحمد بن عبد الرحمن بن علي بن سالم بن عبد الله بن محمد سميط بن علي الشنهزي بن عبد الرحمن بابطينة بن أحمد بن علوي بن الفقيه أحمد بن عبد الرحمن بن علوي عم الفقيه المقدم بن محمد صاحب مرباط بن علي خالع قسم بن علوي بن محمد بن علوي بن عبيد الله بن أحمد المهاجر بن عيسى بن محمد النقيب بن علي العريضي بن جعفر الصادق بن محمد الباقر بن علي زين العابدين بن الحسين السبط بن الإمام علي بن أبي طالب، والإمام علي زوج فاطمة بنت محمد ﷺ.
فهو الحفيد 33 لرسول الله محمد ﷺ في سلسلة نسبه.

## مولده ونشأته
ولد عام 1357 هـ/ 1936 م بمدينة جاكرتا بإندونيسيا في أسرة متدينة، فقد كان والده يأخذه في صغره إلى مجلس علوي بن محمد الحداد صاحب بوقور، ويحضر به أحيانًا إلى مَدرَس علي بن عبد الرحمن الحبشي الذي كان يقيمه في بيته بكويتانغ. وتعلم في مدارس جاوة القراءة والكتابة، وتلقى القرآن الكريم وعلم التجويد، ثم وفي عام 1371 هـ/ 1950 م رحل به والده وبإخوته إلى حضرموت وعمره نحو أربع عشرة سنة، خوفًا عليهم من الفتنة والفساد، ثم عاد والده إلى إندونيسيا، ولم يلتقي الوالد بولده بعد أن هاجر إلى حضرموت إلا بعد سنوات طويلة في الحرمين الشريفين عندما حج.
أقام في منزل والده في تريم، وطلب العلم متنقلًا بين مدارس تلك المدينة، خصوصا (رباط تريم)، فقرأ هناك مجموعة من الكتب في العديد من المجالات، في الأصول والفقه والفرائض والنكاح والتصوف وعلم الفلك والنحو والبيان، على الكثير من مشايخ العلم في ذلك الوقت، وكانت مدة طلبه للعلم في مدينة تريم نحو ثماني سنين.

## انتقاله إلى مدينة البيضاء
بعد مُضي تلك الأعوام الثمانية التي قضاها في مدينة تريم؛ أشار عليه شيخه محمد بن سالم بن حفيظ بالانتقال إلى مدينة البيضاء في أقصى جنوب اليمن للتدريس في رباطها، والمشاركة في واجبات الدعوة إلى الله هناك، وذلك بعد طلب من مفتي البيضاء محمد بن عبد الله الهدار، فتوجه إلى هناك، مارًا في طريقه بمدينة عدن حيث التقى بسالم الشاطري (مدير رباط تريم سابقًا)، وكان سالم الشاطري آنذاك خطيبا وإماما في منطقة خور مكسر من نواحي عدن، وكانت لديه مكتبة حافلة بالكتب يعكف على مطالعتها ويجتهد في ذلك. ثم تابع سيره من خور مكسر إلى مدينة البيضاء، حيث استقبله محمد الهدار وفرح به، وقد زوّجه الهدار ابنته، وأجازه بمروياته، وكان زين بن سميط يحضر دروسه ومجالسه العامة ويعده من أكبر شيوخه الذين انتفع بهم وإن لم يقرأ عليه في الكتب العلمية كثيرا كما قرأ على غيره، وكان الساعد الأيمن للهدار، وكان الهدار يستعين به في إقامة الدروس العلمية، لانصرافه هو للدعوة والجلسات العلمية والوعظ، وكان يُنيبه في الخطابة عنه عند أسفاره وتنقلاته، وأنابه عنه أيضا في الإجابة على الاستفتاءات الفقهية. ومكث ابن سميط في مدينة مدينة البيضاء أكثر من عشرين عاماً، مُفتيًا على مذهب الشافعي، وتخرج به جماعة من الطلبة والعلماء والدعاة، وكان يخرج للدعوة إلى الله مع بعض طلبته إلى كثير من القرى المنتشرة حول مدينة البيضاء.

## انتقاله إلى المدينة المنورة
وبعد إحدى وعشرين سنة من بقائه في البيضاء هاجر إلى الحجاز، ثم دُعيَ لافتتاح رباط عبد الرحمن بن حسن الجفري في المدينة المنورة، فاستقر به المقام فيها منذ رمضان عام 1406 هـ، واشترك هو وسالم الشاطري في القيام بأعباء رباط الجفري مدة اثنتي عشر سنة، انتقل بعدها سالم الشاطري إلى تريم للقيام بشؤون رباط تريم بعد إعادة افتتاحه، وبقي ابن سميط قائما بالتدريس والتوجيه في رباط المدينة. وكان يفد إلى الرباط الكثير من طلاب العلم، من أنحاء متعددة من البلاد الإسلامية، وتخرج على يدي زين بن سميط الكثير منهم. ورغم كثرة طلبته وتزايدهم وانشغاله بتدريسهم، فقد أخذ هو العلم أيضًا عن عدد من العلماء المقيمين بالمدينة المنورة، فأخذ علم الأصول عن زيدان الشنقيطي المالكي، وكان يقرأ عليه في المسجد النبوي في جلسة خاصة معه. كما لازم الاشتغال على أحمدُّ بن محمد حامد الشنقيطي أحد أئمة الوقت في علوم اللغة وأصول الدين.
وكانت له خلال هذه الفترة رحلات إلى عدد من الأقطار الإسلامية، للدعوة إلى الله ولقاء العلماء والأولياء، فزار الشام وإندونيسيا وعدة بقاع في أفريقيا، وغيرها.

## شيوخه
أخذ عن الكثير من المشايخ واستجاز من العديد من علماء العالم الإسلامي في مختلف البلدان من أعلام السادة آل أبي علوي وغيرهم منهم:

## مؤلفاته
له العديد من المؤلفات منها:
- «المنهج السوي شرح أصول طريقة السادة آل باعلوي»
- «الفيوضات الربانية من أنفاس السادة العلوية»
- «الفتوحات العلية في الخطب المنبرية»
- شرح حديث جبريل المسمى «هداية الطالبين في بيان مهمات الدين»
- «الأجوبة الغالية في عقيدة الفرقة الناجية»
- «هداية الزائرين إلى أدعية الزيارة النبوية ومشاهد الصالحين»
- «النجوم الزاهرة لسالك طريق لآخرة»
- مجموع كبير من الفتاوى الفقهية
- ثَبَت أسانيده وشيوخه